# Libres e Iguales (España)
Libres e Iguales es una plataforma cívica española creada por un grupo de personas como respuesta al proceso soberanista catalán de 2012-2016 y al auge del nacionalismo. Tal como menciona el propio movimiento, sus objetivos son la defensa de los principios democráticos y de convivencia, la movilización de la sociedad española frente al independentismo catalán y la deslegitimación intelectual y moral del nacionalismo, considerando que éste antepone la identidad al concepto de ciudadanía.
Su nombre alude tanto al artículo I de la Declaración de los Derechos del Hombre y del Ciudadano ("Los hombres nacen y permanecen libres e iguales en cuanto a sus derechos. Las distinciones civiles sólo podrán fundarse en la utilidad pública.") como al primer artículo también de la Declaración Universal de los Derechos Humanos ("Todos los seres humanos nacen libres e iguales en dignidad y derechos y, dotados como están de razón y conciencia, deben comportarse fraternalmente los unos con los otros").
Se presentó públicamente el 15 de julio de 2014 a las puertas del Congreso de los Diputados con la lectura de un manifiesto fundacional, en el cual reivindicaban la constitución de 1978, su rechazo a la ruptura de la soberanía nacional de los españoles y la búsqueda de un pacto frente al secesionismo de los principales partidos políticos.
Su promotores, muchos de los cuales ya lo fueron a su vez de plataformas también opuestas al nacionalismo y defensoras de los valores constitucionales como Ciutadans de Catalunya, Foro de Ermua o ¡Basta Ya!, destacan los escritores Manuel Alcántara, Félix de Azúa, Juan Bonilla, Pedro García Montalvo, Daniel Gascón, José Antonio Gómez Marín, J. Á. González Sainz, Jon Juaristi, Abelardo Linares, Jorge Martínez Reverte, José Antonio Montano, Xavier Pericay, Javier Reverte, Fernando Sánchez Dragó, Eloy Sánchez Rosillo y Mario Vargas Llosa, Andrés Trapiello; los historiadores  Cayetana Álvarez de Toledo, Ricardo García Cárcel, Carmen Iglesias y Gabriel Tortella; los artistas Ramón Arcusa y Eduardo Arroyo; los periodistas Daniel Arjona, Jorge Bustos, Arcadi Espada, David Gistau, Santiago González, Carlos Herrera, Federico Jiménez Losantos, José Jiménez Lozano y Hermann Tertsch; los filósofos Aurelio Arteta, Fernando Savater, Ramón Vargas-Machuca y Miguel Ángel Quintana Paz; los juristas Roberto Blanco Valdés, Nicolás Redondo Terreros, Juan José Solozábal y Francisco Sosa Wagner; el dramaturgo Albert Boadella; el exsindicalista José María Fidalgo; el cineasta José Luis Garci; el guionista Felipe Hernández Cava; los economistas Joaquín Leguina y Félix Ovejero; el neurocientífico  Carlos Belmonte; el sacerdote José María Martín Patino; la presidenta de la AVT Ángeles Pedraza; el diplomático Javier Rupérez; o el abogado Adolfo Suárez Illana.
Posteriormente se adhirieron más personalidades de la sociedad civil, como los miembros o exmiembros del PP Miguel Ángel Cortés, Juan José Güemes, Carlos Iturgaiz, Regina Otaola, Alejo Vidal Quadras; el director de la Fundación Pablo Iglesias Salvador Clotas; los políticos de Cs Juan Carlos Girauta y Javier Nart; el filósofo Ignacio Gómez de Liaño; los activistas José Domingo Domingo y Antonio Robles; los escritores Anna Grau y Luis Racionero; la presidenta de COVITE Consuelo Ordóñez; el presidente de Convivencia Cívica Catalana Francisco Caja; el exalcalde de La Coruña Francisco Vázquez; los catedráticos Francesc de Carreras, Tomás Ramón Fernández y Fernando del Rey Reguillo; o el economista Carlos Rodríguez Braun.
De cara a las elecciones municipales y autonómicas de 2015 hizo un llamamiento a PP, PSOE, UPyD y Cs para que tras las elecciones pactaran entre ellos frente al populismo, en alusión a Podemos y sus candidaturas muncipalistas, con el fin de "impedir que la contaminación populista erosione letalmente las instituciones y las bases mismas de la democracia española".